# Sainte-Juliette-sur-Viaur
Sainte-Juliette-sur-Viaur település Franciaországban, Aveyron megyében. Lakosainak száma 634 fő (2022. január 1.). Sainte-Juliette-sur-Viaur Calmont, Camboulazet, Cassagnes-Bégonhès, Centrès, Comps-la-Grand-Ville és Manhac községekkel határos.

## Népesség
A település népessége az elmúlt években az alábbi módon változott:
| Lakosok száma | 468  | 456  | 409  | 487  | 567  | 585  | 598  | 613  | 624  | 634  |
|               | 1968 | 1982 | 1990 | 2006 | 2013 | 2015 | 2017 | 2019 | 2020 | 2022 |